# Vinyl (película de 2000)
Vinyl es un documental rodado en el año 2000 por Alan Zweig, un cineasta y coleccionista de discos de Toronto. 
En la película, Zweig intenta indagar sobre qué es lo que impulsa a alguien a iniciar una colección de discos. Gran parte del metraje consiste en estilizadas "confesiones" del propio cineasta filmadas por él mismo, donde explica aspectos de su vida en lo que respecta al coleccionismo de discos, expresando que le ha impedido cumplir sus sueños de formar una familia.
Además de celebridades como el director/actor canadiense Don McKellar y el creador de American Splendor Harvey Pekar, Zweig habla con varios coleccionistas de discos; desde un empleado de un lavado de coches que afirma poseer más de un millón de discos y que asegura haber memorizado la lista de canciones de cada colección K-Tel que posee, hasta un empleado del gobierno que se niega a organizar su colección porque no quiere que la gente vaya a verla,  pasando por un hombre que tiró su gran colección de discos en lugar de venderlos o regalarlos porque no quería que nadie más la poseyera.